# Oumar Mariko
Pour les articles homonymes, voir Mariko.
Oumar Mariko est un médecin et homme politique malien né le 4 février 1959 à Bafoulabé.

## Biographie

### Études
Son engagement remonte à l’époque où il était lycéen puis étudiant. Il a exercé des responsabilités[Lesquelles ?] au sein de l’Union des élèves étudiants du Mali (UNEEM) au lycée de Dioïla de 1976 à 1977 et au lycée de Badalabougou entre 1978 et 1979. Il est membre du bureau de coordination de l’UNEEM de 1979 à 1980. Membre fondateur de l’Association des élèves et étudiants du Mali, il en devient le secrétaire général entre 1990 et 1992. Il participe activement aux manifestations contre le régime de Moussa Traoré en 1991[réf. nécessaire] et participe au Comité de transition pour le salut du peuple (CTSP) pour le compte de l’Association des élèves et étudiants du Mali.

### Médecin
Oumar Mariko est médecin généraliste. Il est le fondateur et directeur de la clinique médicochirurgicale Mah Doumbia à Bamako.
Oumar Mariko est depuis 1995 directeur général du réseau de radios privées Kayira[réf. nécessaire] et secrétaire aux relations extérieures de l’Union des radios et télévisions libres du Mali (URTEL)[réf. nécessaire].
En 1995, entouré de collègues médecins, de gestionnaires de la santé et d’artistes, Oumar Mariko crée une ONG à visée médicale, Médecins de l'Espoir/Santé pour la Communauté (MEDES/SAPCOM). Cette organisation a pour but de venir en aide aux populations les plus démunies en donnant « l’accès aux soins pour tous » tel que défini dans la Déclaration d'Alma-Ata. 
En 1996, il fonde un parti politique, solidarité africaine pour la démocratie et l'indépendance (SADI)[réf. nécessaire], en opposition au président Alpha Oumar Konaré. Il est le secrétaire général de ce parti clairement situé à gauche.

### L'homme politique
D'obédience marxiste, engagé auprès du premier président malien Modibo Keïta, Oumar Mariko a participé à toutes les luttes sociales. Il a fait de la prison sous Moussa Traoré et s'est présenté à plusieurs reprises sans succès à l'élection présidentielle. Il est connu pour son penchant pour les principales figures de la gauche radicale internationale, comme Hugo Chávez. 
Sur la scène politique, il est sans doute celui qui a formé le plus de jeune leaders de gauche. Parmi les jeunes leaders actuels du Mali, on retrouve l'universitaire, l'économiste et leaders d'opinion Étienne Fakaba Sissoko, 

### Candidats aux élections présidentielles de 2002, 2007 et 2012 et député
2002
Il se présente lors de l’élection présidentielle de 2002, et obtient 0,88 % des voix au premier tour.
2007
En 2007, Oumar Mariko est de nouveau candidat à l’élection présidentielle de 2007, investi par le SADI. Il a axé sa campagne autour du refus de la politique économique, sociale, scolaire et sanitaire actuelle, se déclarant favorable à un « État national démocratique et populaire ». Il s’oppose aux privatisations de la Compagnie malienne pour le développement du textile et de l’Huicoma et revendique la re-nationalisation du chemin de fer. Il s’oppose également au « favoritisme » du président sortant Amadou Toumani Touré dans l’attribution des logements sociaux.	 
Au cours de la campagne, Oumar Mariko, a déclaré que les « élections ne seront ni transparentes, ni sincères encore moins crédibles », accusant le Mouvement citoyen, soutien du président sortant, de tentative de fraudes. Au premier tour de l’élection présidentielle, il obtient 2,72 % des voix et arrive en quatrième position. Le président sortant Amadou Toumani Touré est réélu. 
Oumar Mariko obtient ses meilleurs scores dans les régions de Sikasso et de Ségou avec 7,64 % et 6,72 % des voix.
Le parti Solidarité africaine pour la démocratie et l'indépendance (SADI) a, dans un communiqué publié à l’issue de la réunion de son bureau national du 2 mai 2007, déclaré que « le déroulement de l'élection présidentielle a confirmé ses inquiétudes exprimées lors de ses conférences de presse et déclarations faites avant les échéances électorales », à savoir la fraude massive.
Oumar Mariko est élu député aux élections législatives de 2007[réf. nécessaire].
Le 26 juin 2011, il est investi à l’unanimité par les délégués de la 2e session ordinaire du Comité central du parti SADI comme candidat à l’élection présidentielle malienne de 2013. Le député, déjà candidat lors des deux précédentes élections présidentielles en 2002 et 2007 souhaite dans son programme « bâtir un État démocratique fort, respectueux des valeurs républicaines, et de la répartition équitables des ressources du pays ».

### Coup d'État militaire de 2012 au Mali
À la suite du coup d'État qui renversa le chef de l’État dans la nuit du 21 au 22 mars 2012, Oumar Mariko et son parti politique la SADI ont créé le Mouvement populaire du 22-mars (MP22), en soutien aux mutins. Oumar Mariko affirme qu'il a participé à la planification du coup d'État